# Внукова Олена Леонідівна
Олена Леонідівна Внукова — (біл. Алена Леанідаўна Унукава; 14 жовтня 1965) — білоруська акторка театру і кіно. Закінчила Білоруську державну академію мистецтв у 1989 році.

## Вибіркова фільмографія
- Дикий пляж (1990)
- Ботанічний сад (1997)
- Прискорена Допомога (1999—2001)